# NGC 7264
NGC 7264 este o galaxie situată în constelația Șopârla. A fost descoperită în 17 septembrie 1863 de către Albert Marth. Se află la o distanță de 89,54 de megaparseci de Pământ.